# Elisabeth Bruder
Elisabeth Bruder (* 1962) ist eine Schweizer Pathologin. Seit 2018 ist sie Titularprofessorin für Pathologie an der Universität Basel.

## Leben
Bruder studierte Medizin an der Ludwig-Maximilians-Universität München und an der Universität Zürich. Nach einem Forschungsaufenthalt am Pennsylvania Hospital und am Hospital of the University of Pennsylvania (Philadelphia, USA) war sie als Assistenz- und Oberärztin am Institut für Pathologie der Universität Zürich tätig. 1999 wechselte sie an das Institut für Pathologie der Universität Basel, wo sie sich 2008 habilitierte. 
Ihr Forschungsgebiet ist die Kinderpathologie (Pädopathologie). Sie hat über 100 Arbeiten dazu veröffentlicht, insbesondere zur morphologischen und molekularen Charakterisierung pädiatrischer Tumoren, zur Plazentadiagnostik und zu gastrointestinalen Motilitätsstörungen (Morbus Hirschsprung).
Zwischen 2008 und 2013 war sie Leiterin (Course Director) der Advanced Courses in Paediatric Pathology der International Paediatric Pathology Association.
Beim Annual Meeting 2020 der Pediatric Pathology Society in Sheffield hielt sie die John Emery Lecture zum Thema Hirschsprung’s disease.
Von 2015 bis 2020 war sie Programmleiterin des Mentoring-Programms der Medizinischen Fakultät der Universität Basel.